# 奧列尼奇
51°21′33″N 28°31′17″E / 51.35917°N 28.52139°E
奧列尼奇（烏克蘭語：Оленичі），是烏克蘭北部的村莊，隸屬日托米爾州的科羅斯滕區。該村面積1.16平方公里，海拔高度213米，2001年人口322，人口密度每平方公里276.63人。